# فور بوينتس شيراتون (دبي)
فندق فور بوينتس شيراتون، المعروف سابقًا باسم برج جولدن ساندز، هو برج فندقي مكون من 43 طابقًا في دبي، الإمارات العربية المتحدة. المبنى المشيد من الفولاذ والزجاج، يبلغ ارتفاعه الإنشائي الإجمالي 166 م (545 قدم)، ويحتل حاليًا المرتبة 40 من حيث الارتفاع في دبي. بدأ بناء البرج في عام 2005 واكتمل في أوائل عام 2007. تشغل شيراتون فور بوينتس الفندق، ويعد واحداً من أطول المباني الفندقية في المدينة. ولكنه لا يتجاوز برج العرب أو برج روز ليصبح أطول فندق في دبي.

## تاريخ
تم اقتراح فندق فندق فور بوينتس شيراتون في الأصل لبناء برج الرمال الذهبية. تم تصميم المبنى كبرج سكني مكون من 43 طابقًا. بدأ البناء في عام 2004، وتاريخ الانتهاء التقديري المحدد هو عام 2006. دخلت ستاروود المشروع بعد أن بدأ البناء بالفعل، وتغيير اسم المبنى لاحقًا إلى فندق فور بوينتس شيراتون شارع الشيخ زايد. تم تنقيح خطط البناء لتوفير إضافة فندق فندق فور بوينتس شيراتون، وأعيد تصميم البرج ليحتوي على كل من الفنادق والوحدات السكنية، بالإضافة إلى مهبط للطائرات العمودية. ومع ذلك، تم التخلي لاحقًا عن خطط إدراج الوحدات السكنية. تم الانتهاء من البناء هيكليًا في أوائل عام 2007 وتم الانتهاء منه بالكامل في وقت لاحق من ذلك العام.
فندق فور بوينتس شيراتون شارع الشيخ زايد هو واحد من ثلاثة فنادق تديرها علامة شيراتون فور بوينتس في دبي، والفنادق الأخرى هي فندق فور بوينتس شيراتون وسط مدينة دبي و فندق فور بوينتس شيراتون بر دبي.

## روابط خارجية
- الموقع الرسمي